# 圣母领报堂 (费拉拉)
44°49′51.34″N 11°37′35.50″E / 44.8309278°N 11.6265278°E

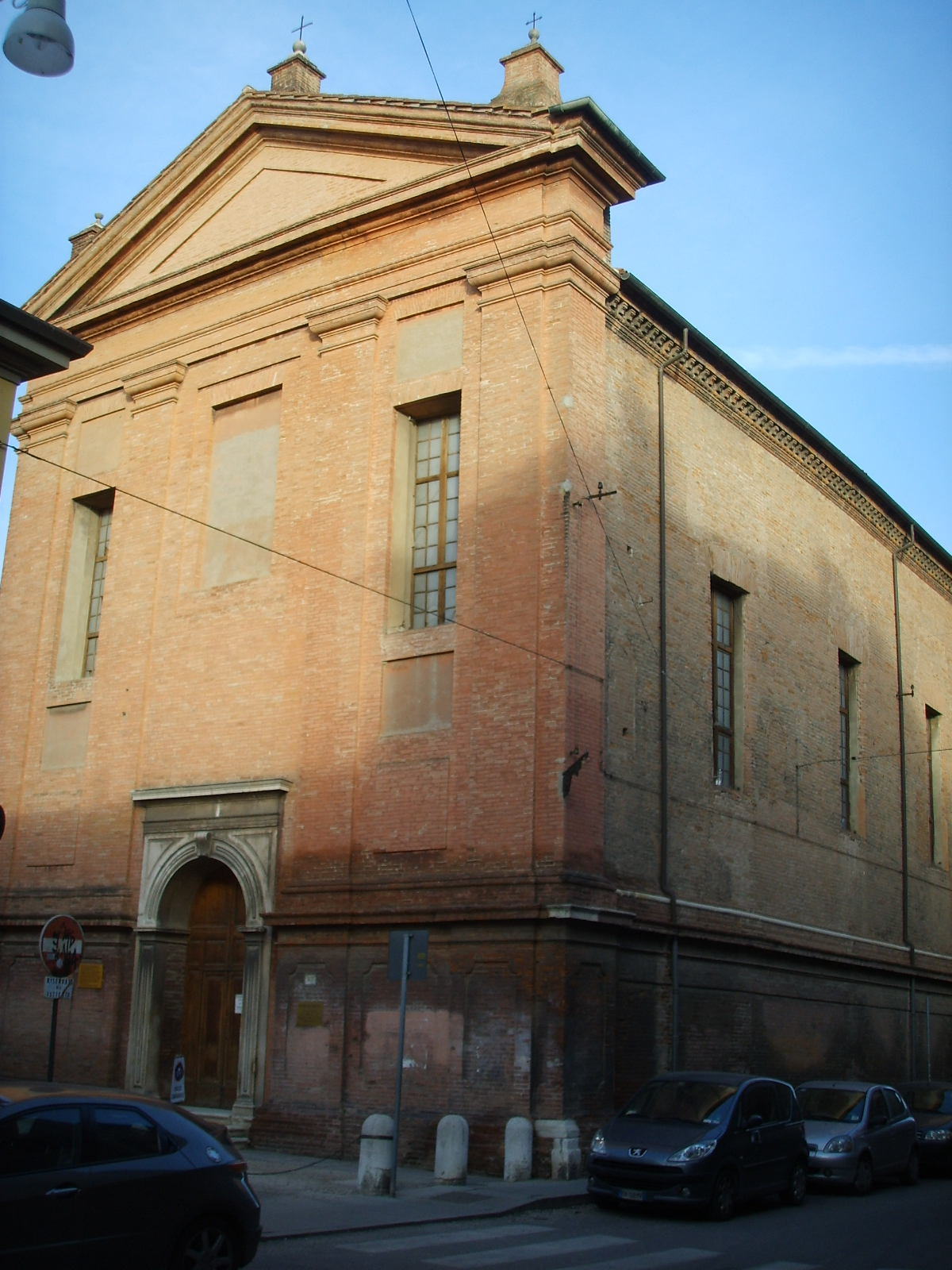

圣母领报堂（oratorio dell'Annunziata）是意大利费拉拉的一座小型教堂，位于via Borgo di Sotto 49号。
这座小教堂立面简朴，由Giovanni Battista Aleotti设计，但其内部装饰华美，有大幅壁画“十字架的故事”（卡米约·菲利皮、尼科洛·罗斯利等人）及壁画“复活”（15世纪）。